# Armoiries de Ienisseïsk
Les armoiries de la ville de Ienisseïsk, une des plus anciennes villes de Sibérie fondée en 1619, reflètent l'histoire riche de la ville à travers les différentes périodes qu'elle a traversées et le pouvoir qui exerçait son autorité sur la ville. Le blason de la ville n'a été établi sous sa forme actuelle que depuis 1998 après avoir connu plusieurs changements.

## Histoire des armoiries de Ienisseïsk

### Sceau de 1635
Le premier blason, ou dans ce cas sceau, connu de Ienisseïsk remonte à quelques années après la fondation. Il est décrit dans un livre de Semion Remezov de 1635 : « deux zibelines, une flèche entre elles et un arc en dessous ».

### Sceau de 1671
Le premier sceau nous n'est pas parvenu, mais c'est le cas pour le second, de 1671. La description de celui de 1671 est la suivante : « Deux zibelines, entre elles il y a une flèche, et sous elles un arc avec la corde vers le bas, et à côté est gravé : « SCEAU DE LA TERRE SIBÉRIENNE DE L'OSTROG DU IENISSEÏ » ». L'image de ce sceau est connu grâce à un document de 1672 en l'honneur des voïvodes de Ienisseïsk et de Nertchinsk d'alors,.

### Armoiries de 1730
En 1730, les armoiries du régiment Ienisseï ont été approuvées. La description est la suivante : « Dans un champ blanc à l'extrémité verte se trouvent deux écureuils roux, au sommet desquels une arbalète noire émerge du nuage azur à gauche. Le bouclier est posé sur un cartouche en or, surmonté d'une couronne en forme de feuille d'or, ornée de pierres colorées. »,.

### Armoiries de 1785

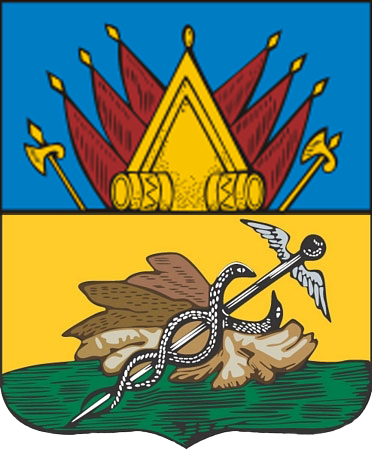
Armoiries de 1785.

Le 17 mars 1785 (28 mars dans le calendrier grégorien), Ienisseïsk et d'autres villes du gouvernement de Tobolsk ont approuvé leurs nouvelles armoiries. Celles de Ienisseïsk, comme toutes les autres du gouvernement, ont la moitié haute où se trouvent les armoiries de Tobolsk,.

La moitié basse est décrite ainsi  « dans un champ doré il y a un tas de peaux d'animaux différentes sur lesquelles repose le bâton de Mercure, dans la croyance que dans cette ville il y a un commerce principal de fourrures, vers lequel viennent les marchands de partout. »,.

### Armoiries de 1804

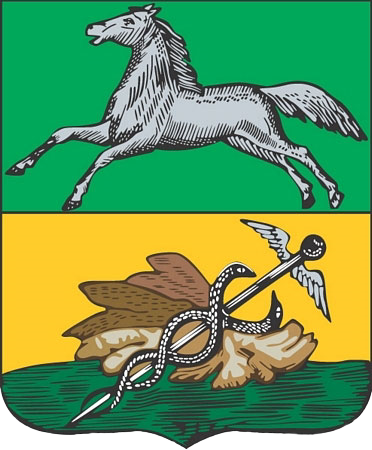
Armoiries de 1804.

Lorsque le gouvernement de Tomsk est créé en 1804, Ienisseïsk est absorbée par ce nouveau gouvernement. Le 12 mars 1804, par décret, les armoiries de Ienisseïsk sont changées pour remplacer la partie dédiée à Tobolsk à Tomsk. La description d'alors est la suivante : « Dans le bouclier, divisé horizontalement en deux, dans la moitié supérieure se trouvent les armoiries de la ville provinciale de Tomsk, et dans la moitié inférieure, dans un champ doré, un tas de peaux d'animaux est visible au sol et le Une tige de mercure est placée dessus en diagonale. »,.
Lorsque le gouvernement du Ienisseï est créé en 1822, les armoiries ne sont pas changées,.

Pendant la période de 1804 à la révolution russe, un projet de changement des armoiries a lieu en 1864. Selon le projet, sa description aurait été la suivante : « Il y a 2 flèches d'or dans le bouclier des hermine. Dans la partie libre se trouvent les armoiries du gouvernement du Ienisseï. Le bouclier est couronné d'une couronne de tour en argent à trois dents, derrière le bouclier se trouvent des marteaux d'or placés en croix, reliés par un ruban d'Alexandre ». Le projet n'a cependant jamais vu le jour,.

### Période soviétique
Pendant l'époque soviétique, la ville n'avait pas d'armoiries, bien que plusieurs projets ont été faits,.

### Armoiries modernes

Armoiries actuelles.

Les armoiries modernes ont été élaborées trois membre de l'Union des héraldistes de Russie. Les deux premiers, Konstantine Motchionov et Valéri Nikolski, ont élaboré le concept, et elles ont été dessinées par le dernier Robert Malanitchev (ru). Elles ont été approuvées par décision de la municipalité no 80 du 10 juillet 1998, et elles sont inscrites au registre héraldique de l'État sous le numéro 466. Elles ont été confirmées par la décision du Conseil municipal des députés d'Ienisseï  du 18 no 8-88 du 18 mai 2016.
La description officielle des armoiries est la suivante « Dans un champ vert au sommet d'une pointe azur, deux zibelines dorées aux yeux écarlates (rouges), se faisant face, debout sur leurs pattes postérieures sur la corde dorée d'un arc doré renversé, tenant de leurs deux pattes avant une flèche en argent, la pointe reposant sur la ficelle »,.
Les armoiries sont basées sur le symbole historique de la ville, la zibeline, trouvée sur les sceaux du XVIIe siècle. La pointe bleue symbolise le fleuve Ienisseï, où se trouve la ville qui porte son nom. Le bleu est aussi symbole selon la description officielle de gloire, de dévotion, de vérité, de beauté ,vertu et du ciel clair. Le vert symbolise la riche nature sibérienne qui entoure étroitement la ville, ainsi que la santé. La couleur or est un symbole de force, de richesse, de grandeur, d'intelligence et de perspicacité,.